# El lío nuestro de cada día
El lío nuestro de cada día es una obra de teatro en dos actos de Manuel Baz, estrenada en el Teatro Talía de Barcelona en julio de 1978. Posteriormente, a partir del 1 de septiembre de ese mismo año se transfirió al Teatro Alcázar de Madrid, permaneciendo 18 semanas en cartel.

## Argumento
Dos cuñados militan en formaciones políticas enfrentadas: Uno en el Partido Socialista Obrero Español y el otro en Alianza Popular. Ambos consiguen acta de diputado en buena medida gracias a los tejemanejes de su suegro común. Su rivalidad se verá enconada por un lío de faldas que complica la vida de todo el clan familiar.

## Elenco
Con fondos musicales de Gregorio García Segura, dirigida por Ismael Merlo e interpretada por el propio Merlo, Pedro Peña, Luis Lorenzo, Ramón Reparaz, Mara Goyanes, Anne Marie Rosier, María Elena Oliver, Carmen Roldán y Anabel Montemayor.